# Miran Zupanič
Miran Zupanič, slovenski režiser in scenarist, * 9. oktober 1961, Ptuj.

## Življenje in delo
Rodil se je na Ptuju, kjer je obiskoval tudi osnovno šolo in gimnazijo. Po diplomi 1986 na ljubljanski Pravni fakulteti je 1989 diplomiral še iz filmske režije na AGRFT v Ljublani, kjer 1990 postal tudi docent za filmsko režijo. Pozornost so vzbudili že njegovi študijski (V glavi) in dokumentarni filmi (Rdeča violina). Pri filmskem ustvarjanju se je na kritični način loteval  perečih družbenih vprašanj na prehodu v politično pluralno in gospodarsko liberalno družbeno ureditev. Takšno usmeritev je napovedal že njegov prvi televizijski ogrni film Operacija Cartier, s katerim si je 1992 prislužil nagrado združenja evropskih televizijskih postaj. Leta 2009 je za film Otroci s Petrička prejel Nagrado Prešernovega sklada. Med letoma 2001 in 2005 ter 2011 in 2015 je bil dekan Akademije za gledališče, radio, film in televizijo Univerze v Ljubljani, kjer je tudi redni profesor za filmsko režijo.
Junija 2016 je bil imenovan za predsednika Programskega sveta RTV Slovenija. S funkcije je odstopil 10. julija 2017, ko programski svet ni sprejel predloga generalnega direktorja Igorja Kadunca, za razrešitev direktorice TV Slovenija Ljerke Bizilj.

### Zasebno
Z družino živi v Ljubljani. 

## Delni pregled ustvarjalnega opusa
- V glavi (1981, režija)
- Godzila (1985, asistent režije)
- Sejalec (1986, scenarij, režija, montaža)
- Rdeča violina (1988, režija)
- Domov (1988, režija, montaža)
- Operacija Cartier (1990, režija)
- Oči Bosne (1993, režija)
- Radio.doc (1996, režija)
- Kocbek - pesnik v pogrezu (2004, režija)
- Barabe! (2001, scenarij in režija)
- Delitve (2003, režija)
- Otroci s Petrička (2007, scenarij in režija)
- Igra s pari (2009, režija)
- Zmaga ali kako je Maks Bigec zasukal kolo zgodovine (2011, režija)
- Poj mi pesem (2018, scenarij in režija)